# Мейлер, Дэвид
Дэ́вид Джон Ме́йлер (англ. David John Meyler; род. 29 мая 1989, Корк) — ирландский футболист, игравший на позиции полузащитника.

## Семья
Родился и вырос в Корке. Мать — Стелла Боулз, технический специалист в медицинской лаборатории. Отец — Джон Мейлер, спортсмен; выступал в прошлом за команду по гэльскому футболу «Сент-Финнбаррс», а также за футбольный клуб «Корк Альбертс»; в настоящее время тренер команды «Корк» по хёрлингу.

## Клубная карьера

### «Корк»
Попал в главную команду из молодёжной, подписав профессиональный контракт в 2008 году.

### «Сандерленд»
25 июля 2008 года подписал контракт с «чёрными котами». Сумма трансфера не разглашалась, однако составила около 250 000 фунтов стерлингов, с увеличением до 500 000, в случае дебюта игрока в сборной. Мейлер являлся третьим по счёту новичком в команде во время летнего трансферного окна, и последовал по стопам бывшего одноклубника Роя О’Донована, который проделал тот же маршрут годом ранее. За клуб игрок дебютировал спустя полтора года, 28 декабря 2009 года в матче против «Блэкберн Роверс». В своём третьем матче 9 февраля против «Портсмута», выйдя на замену почти сразу же получил прямую красную карточку. 2 мая 2010 года в матче с «Манчестер Юнайтед», получил травму: разрыв крестообразных связок колена. Предполагалось, что игрок не сможет играть год, однако его восстановление прошло очень быстро и уже в ноябре он был в заявке резервной команды. Спустя некоторое время уже играл за основную команду. 5 января в матче против «Астон Виллы» был унесён с поля на носилках с подозрением на рецидив травмы. В ходе медицинского обследования было выявлено, что порвались медиальные связки, срок лечения около 10 недель. Вернулся в заявку 16 апреля 2012 года.
Сезон 2011/12 Мейлер начинает в резервной команде из-за плохой физической формы. Начал эпизодически появляться в основе, выходя на замены в середине и концовках матчей. Лишь 4 февраля вышел в основе, в матче против «Сток Сити» (победа 1:0), где на нём сфолил Роберт Хут, за что получил прямую красную. После матча тренер «Сток Сити» Тони Пулис обвинил Мейлера в симуляции в эпизоде с удалением, сказав что: «Роберт Хут его даже не коснулся, а он (Мейлер) катался по полю только ради одного, чтобы нашего игрока удалили». В дальнейшем Мейлер продолжал выходить на замену, всего появившись 9 раз за сезон (2 раза в кубковых играх).

### «Халл Сити»
8 ноября 2012 года его позвал в «Халл Сити» Стив Брюс, хорошо знакомый с его возможностями по совместной работе в «Сандерленде». Игрок был взят в краткосрочную аренду до 1 января. Дебютировал выйдя со скамейки 10 ноября 2012 в матче против «Кардифф Сити» (победа 2:0), первый мяч забил 8 декабря 2012 в ворота «Уотфорда» (победа 2:1). 8 января 2013 года подписал постоянный контракт на 3,5 года. В дальнейшем провёл ещё 18 матчей, играя практически без замен. Вместе с клубом вышел в Премьер-лигу. В сезоне 2013/14 дебютировал за «Халл Сити» в Премьер-лиге, в матче первого тура против «Челси» (поражение 0:2).
1 декабря 2013 года Мейлер забил свой первый гол в Премьер-лиге в матче против «Ливерпуля» (3:1). 1 марта 2014 года стал участником драки на боковой линии с тренером «Ньюкасл Юнайтед» Аланом Пардью, ударившим его головой. Восемь дней спустя, после победы со счётом 3:0 в четвертьфинальном матче Кубка Англии против «Сандерленда» Мейлер ударил головой по угловому флагу, чтобы высмеять этот инцидент. 13 апреля 2014 года забил пятый гол «Халла» в полуфинале Кубка Англии против «Шеффилд Юнайтед» на стадионе «Уэмбли», благодаря чему команда победила со счётом 5:3 и вышла в финал турнира. 17 мая 2014 года вышел в стартовом составе в финале Кубка Англии 2014 года против «Арсенала».
22 января 2016 года Мейлер продлил контракт с «Халл Сити» на 2 года. По окончании сезона 2017/2018 покинул клуб.

## Карьера в сборной
Дебютировал за молодёжную сборную в 2009 в матче со сверстниками из Германии. С сентября 2012 призывается во взрослую сборную (за которую мог дебютировал раньше, однако травма помешала). Дебют состоялся 11 сентября в товарищеской игре против Омана (победа 4:1).

## Достижения
«Халл Сити»
- Второе место в Чемпионшипе (1): 2012/13

## Статистика за карьеру
| Выступление      | Выступление      | Выступление      | Лига | Лига | Кубок | Кубок | Кубок лиги | Кубок лиги | Другие | Другие | Итого | Итого |
| Клуб             | Лига             | Сезон            | Игры | Голы | Игры  | Голы  | Игры       | Голы       | Игры   | Голы   | Игры  | Голы  |
| ---------------- | ---------------- | ---------------- | ---- | ---- | ----- | ----- | ---------- | ---------- | ------ | ------ | ----- | ----- |
| Корк Сити        | Высшая лига      | 2008             | 2    | 0    | —     | —     | —          | —          | —      | —      | 2     | 0     |
| Корк Сити        | Итого            | Итого            | 2    | 0    | —     | —     | —          | —          | —      | —      | 2     | 0     |
| Сандерленд       | Премьер-лига     | 2009/10          | 10   | 0    | 2     | 0     | 0          | 0          | —      | —      | 12    | 0     |
| Сандерленд       | Премьер-лига     | 2010/11          | 5    | 0    | 0     | 0     | 0          | 0          | —      | —      | 5     | 0     |
| Сандерленд       | Премьер-лига     | 2011/12          | 7    | 0    | 2     | 0     | 0          | 0          | —      | —      | 9     | 0     |
| Сандерленд       | Премьер-лига     | 2012/13          | 3    | 0    | 0     | 0     | 2          | 0          | —      | —      | 5     | 0     |
| Сандерленд       | Итого            | Итого            | 25   | 0    | 4     | 0     | 2          | 0          | —      | —      | 31    | 0     |
| → Халл Сити      | Чемпионшип       | 2012/13          | 10   | 3    | 0     | 0     | 0          | 0          | —      | —      | 10    | 3     |
| → Халл Сити      | Итого            | Итого            | 10   | 3    | 0     | 0     | 0          | 0          | —      | —      | 10    | 3     |
| Халл Сити        | Чемпионшип       | 2012/13          | 18   | 2    | 1     | 0     | 0          | 0          | —      | —      | 19    | 2     |
| Халл Сити        | Премьер-лига     | 2013/14          | 30   | 2    | 7     | 2     | 3          | 0          | —      | —      | 40    | 4     |
| Халл Сити        | Премьер-лига     | 2014/15          | 28   | 1    | 0     | 0     | 1          | 0          | 3      | 0      | 32    | 1     |
| Халл Сити        | Чемпионшип       | 2015/16          | 26   | 2    | 3     | 0     | 4          | 1          | 2      | 0      | 35    | 3     |
| Халл Сити        | Премьер-лига     | 2016/17          | 20   | 1    | 2     | 0     | 6          | 0          | —      | —      | 28    | 1     |
| Халл Сити        | Чемпионшип       | 2017/18          | 25   | 5    | 2     | 0     | 0          | 0          | —      | —      | 27    | 5     |
| Халл Сити        | Итого            | Итого            | 147  | 13   | 15    | 2     | 14         | 1          | 5      | 0      | 181   | 16    |
| Рединг           | Чемпионшип       | 2018/19          | 5    | 0    | 0     | 0     | 0          | 0          | —      | —      | 5     | 0     |
| Рединг           | Итого            | Итого            | 5    | 0    | 0     | 0     | 0          | 0          | —      | —      | 5     | 0     |
| → Ковентри Сити  | Лига один        | 2018/19          | 5    | 0    | 0     | 0     | 0          | 0          | —      | —      | 5     | 0     |
| → Ковентри Сити  | Итого            | Итого            | 5    | 0    | 0     | 0     | 0          | 0          | —      | —      | 5     | 0     |
| Всего за карьеру | Всего за карьеру | Всего за карьеру | 194  | 16   | 19    | 2     | 16         | 1          | 5      | 0      | 234   | 19    |